# 8544 Sigenori
8544 Sigenori (1993 YE) là một tiểu hành tinh vành đai chính được phát hiện ngày 17 tháng 12 năm 1993 bởi T. Kobayashi ở Oizumi.